# Dösjebro
Dösjebro – miejscowość (tätort) w Szwecji, w regionie administracyjnym (län) Skania, w gminie Kävlinge.
Według danych Szwedzkiego Urzędu Statystycznego liczba ludności wyniosła: 866 (31 grudnia 2015), 930 (31 grudnia 2018) i 955 (31 grudnia 2019).